# 阿達什訥·盛·阿南德
阿達什訥·盛·阿南德（英語：Adarsh Sein Anand，1936年11月1日—2017年12月1日），印度查谟人，是一名印度政治家、律师、法官。
1998年10月10日至2001年10月31日，担任印度首席大法官。此前1989年至1992年，他担任泰米尔纳德邦首席法官。1985年至1989年，担任查谟和喀什米尔大法官。
2017年12月1日，他在诺伊达去世，享年81岁。